# Maduranthakam
Maduranthakam là một thành phố và khu đô thị của quận Kancheepuram thuộc bang Tamil Nadu, Ấn Độ.

## Nhân khẩu
Theo điều tra dân số năm 2001 của Ấn Độ, Maduranthakam có dân số 29.100 người. Phái nam chiếm 50% tổng số dân và phái nữ chiếm 50%. Maduranthakam có tỷ lệ 72% biết đọc biết viết, cao hơn tỷ lệ trung bình toàn quốc là 59,5%: tỷ lệ cho phái nam là 80%, và tỷ lệ cho phái nữ là 64%. Tại Maduranthakam, 11% dân số nhỏ hơn 6 tuổi.